# Poecilonota californica
Poecilonota californica är en skalbaggsart som beskrevs av Chamberlin 1922. Poecilonota californica ingår i släktet Poecilonota och familjen praktbaggar. Inga underarter finns listade i Catalogue of Life.